# Yashlatz
Yashlatz (ישל"צen hebreu) és un acrònim que vol dir: Ieixivà de Jerusalem per a adolescents. Yashlatz és una escola secundària religiosa nacional i una ieixivà que es troba a la ciutat de Jerusalem, a l'Estat d'Israel. L'institut va ser fundat el 1964 pel Rabí Yaakov Filber, qui va ser un dels principals estudiants del Rabí Tzvi Yehuda HaCohen Kook, per servir com una institució per als adolescents de la comunitat de Merkaz Harav.
Yashlatz és considerada com una de les principals escoles secundàries d'Eretz Israel, tant en els seus estàndards religiosos com a educatius; i serveix com una institució per als adolescents de la comunitat de la Ieixivà Merkaz Harav. Yashlatz va esdevenir una institució emblemàtica i ara té aproximadament 300 estudiants matriculats a la ieixivà.
El 6 de març de 2008, un terrorista va obrir foc contra la Ieixivà Mercaz Harav, un edifici al costat de Yashlatz. Cinc estudiants de l'institut Yashlatz van ser assassinats a la biblioteca de l'escola, juntament amb tres estudiants de la Ieixivà Mercaz Harav.
El director de la ieixivà és el Rabí Yerachamiel Weiss. Diversos rabins religiosos nacionals hi han estat ensenyant, entre ells el Rabí David Samson i el Rabí Haim Steiner.
Entre els graduats de Yashlatz més famosos es troben el Rabí Yaakov Shapira (l'actual cap de la iexivà Mercaz HaRav), el Rabí Mordechai Elon (l'antic cap i el líder de la Ieixivà HaKotel), el Rabí Eliezer Melamed, el Rabí Shmuel Eliyahu (el rabí de Safed) i el Coronel Dror Weinberg (el comandant del batalló Netzah Yehuda de les Forces de Defensa d'Israel), que va ser assassinat en una emboscada a Hebron l'any 2002.